# اليهودية الإنسانية
اليهودية الإنسانية ((بالعبرية: יהדות הומניסטית) (ياهادوت أنسانيتيستيت) هي حركة يهودية تقدم بديلاً لاألوهي في الثقافة اليهودية المعاصرة. وهو يعرّف اليهودية على أنها التجربة الثقافية والتاريخية للشعب اليهودي. وهي تشجع الإنسانيين والعلمانيين اليهود على الاحتفال بهويتهم اليهودية من خلال المشاركة في الأعياد اليهودية والأحداث المتعلقة بأطوار الحياة (مثل حفلات الزفاف والبار متسفا) مع طقوس روحية تعتمد على الأدب التقليدي ولكنها تتجاوزه. ويتضمن الأساس الفلسفي الأفكار التالية:
- اليهودي هو الشخص الذي يعترف بتاريخ وثقافة ومستقبل الشعب اليهودي.
- اليهودية هي الثقافة التاريخية للشعب اليهودي، والدين هو جزء واحد فقط من تلك الثقافة.
- من الأفضل الحفاظ على الهوية اليهودية في بيئة حرة وتعددية.
- يمتلك الناس القوة والمسؤولية لتشكيل حياتهم بشكل مستقل عن السلطة الإلهية؛
- يجب أن تخدم الفضيلة والأخلاق احتياجات الإنسان، ويجب أن تستند الاختيارات إلى النظر في عواقب الأفعال بدلاً من القواعد أو الوصايا المقدرة مسبقًا؛
- التاريخ اليهودي، مثله مثل كل التاريخ، هو ملحمة إنسانية، وشهادة على أهمية القوة البشرية والمسؤولية البشرية. النصوص التوراتية والنصوص التقليدية الأخرى هي نتاج النشاط البشري وأفضل فهم لها من خلال علم الآثار وغيرها من التحليلات العلمية.
- يجب أن تسير حرية وكرامة الشعب اليهودي جنبًا إلى جنب مع حرية وكرامة كل إنسان.[1]

## الأصول
تأسست اليهودية الإنسانية في شكلها الحالي في عام 1963 على يد الحاخام شيروين واين. بصفته حاخامًا تدرب في الإصلاحية اليهودية، مع جماعة علمانية صغيرة غير إيمانية في ميشيغان، طور واين طقوسًا يهودية تعكس وجهة نظره ونظر طائفته الفلسفية من خلال التأكيد على الثقافة والتاريخ والهوية اليهودية جنبًا إلى جنب مع الأخلاق الإنسانية، مع استبعاد جميع الصلوات والإشارات إلى الله. تطورت هذه الجماعة إلى معبد برمنغهام ، والآن في فارمنجتون هيلز ، ميشيغان. وسرعان ما انضمت إليها جماعة إصلاحية سابقة في إلينوي، بالإضافة إلى مجموعة في ويستبورت، كونيتيكت.
في عام 1969، اتحدت هذه التجمعات وغيرها من الناحية التنظيميًة تحت مظلة جمعية اليهودية الإنسانية (SHJ). تضم هذه الجمعية 10000 عضو في 30 جماعة منتشرة في جميع أنحاء الولايات المتحدة وكندا.
تأسس المعهد الدولي لليهودية الإنسانية العلمانية في عام 1986. إنه المركز الأكاديمي والفكري لليهودية الإنسانية.وقد تأسست في القدس عام 1985 ولديها حاليًا مركزان للنشاط: أحدهما في القدس والآخر في لينكولنشاير، إلينوي. الحاخام آدم شالوم هو كبير كهنة أمريكا الشمالية. يقدم المعهد برامج تدريبية مهنية للمتحدثين الرسميين والمعلمين والقادة (يشار إليهم أيضًا بالعبرية باسم مادريكيم/ أو اليديشية باسم فيغفايزير)، والحاخامات، بالإضافة إلى منشوراته وحلقاته الدراسية العامة وندواته للجمهور العادي.

## مبادئ العقيدة والممارسة

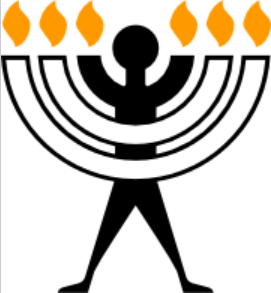
الإنسان ، وهو الرمز الأساسي لجمعية اليهودية الإنسانية.

تمثل اليهودية الإنسانية تحوّلاً جذريًا عن الدين اليهودي التقليدي أكثر مما تصوره مردخاي كابلان (المؤسس المشارك لليهودية الإعمارية ). أعاد كابلان تعريف الله والمصطلحات الدينية التقليدية الأخرى لجعلها متسقة مع النظرة الطبيعية، واستمر في استخدام لغة الصلاة التقليدية. رفض واين هذا النهج باعتباره مربكًا، حيث يمكن للمشاركين أن ينسبوا إلى هذه الكلمات أيًا كانت التعريفات التي يفضلونها. سعى واين لتحقيق الاتساق الفلسفي والاستقرار من خلال خلق طقوس وشعائر غير إيمانية بحتة. تم إنشاء الخدمات ليوم الشبات، وروش هاشناه، ويوم الغفران، وغيرها من الأعياد والمهرجانات اليهودية، غالبًا مع إعادة تفسير معنى العطلة لجعلها متوافقة مع الفلسفة الإنسانية العلمانية.
وقد تم تطوير اليهودية الإنسانية كحل ممكن لمشكلة الاحتفاظ بالهوية اليهودية والاستمرارية بين غير المتدينين. إدراكاً منه بأن الحياة الدينية المجتمعية كانت مزدهرة، اعتقد واين أن اليهود العلمانيين الذين رفضوا الإيمان بالله سينجذبون إلى منظمة تقدم جميع الأشكال والأنشطة نفسها، على سبيل المثال، معابد الإصلاح، ولكنها تعبر عن وجهة نظر إنسانية علمانية بحتة. يقوم المعهد الدولي لليهودية الإنسانية العلمانية ، الذي ترعاه جمعية اليهودية الإنسانية وكونغرس المنظمات اليهودية العلمانية، بتدريب الحاخامات والمرشدين الآخرين في الولايات المتحدة وإسرائيل. وقد تم تنظيم جمعية اليهودية الإنسانية بمهمة حشد الناس للاحتفال بالهوية والثقافة اليهودية بما يتفق مع فلسفة إنسانية للحياة.

## الهوية اليهودية والزواج المختلط
تعتبر الهوية اليهودية إلى حد كبير مسألة تحديد الذات ضمن اليهودية الإنسانية. يتولى الحاخامات وغيرهم من المرشدين المدربين مهام الزواج المختلط بين اليهود وغير اليهود، والحركة اليهودية الإنسانية، على عكس الطائفتين اليهودية الأرثوذكسية والمحافظة، لا تتخذ أي موقف أو إجراء ضد الزواج المختلط، بل تؤكد أن «الزواج المختلط واقع أمريكي يهودي - نتيجة طبيعية لمجتمع ليبرالي يتمتع فيه الأفراد بحرية الزواج بمن يرغبون... أن الزواج المختلط ليس جيدًا ولا سيئًا، تمامًا كما نعتقد أن زواج يهوديين، في حد ذاته، ليس جيدًا ولا سيئاً. تعتمد القيمة الأخلاقية للزواج دائمًا على نوعية العلاقة الإنسانية - على درجة الحب والاحترام المتبادلين اللذين يسودان». كما سيشارك الحاخامات والقادة الإنسانيون العلمانيون في الزيجات بين الثقافات بين اليهود وغير اليهود. هذه الآراء المتعلقة بالهوية اليهودية والزواج المختلط ينتقدها أولئك الذين يعتقدون أنها ستسرع من استيعاب اليهود في المجتمع العام وبالتالي تؤثر سلبًا على الاستمرارية اليهودية.

## المساواة
اليهودية الإنسانية هي المساواة واحترام الجنس والهوية الجندرية، والوضع اليهودي، والتوجه الجنسي. يتم تنفيذ بريت شالوم (مراسم تسمية الطفل)، على غرار الفتيان والفتيات، بدلاً من بريت ميلاه. أولئك الذين يعرّفون على أنهم يهود وأولئك الذين لا يعرفون، وكذلك أعضاء مجتمع الميم، يمكنهم المشاركة بكل الطرق في جميع الطقوس اليهودية الإنسانية والأدوار القيادية.
تصوّر اليهودية الإنسانية الرجال والنساء كحاخامات، وكان أول حاخام لها هو تمارا كولتون ، التي تم تعيينها عام 1999. كانت أول مرتّلة أيضًا امرأة، ديبورا ديفيس ، تم تعيينها عام 2001 ؛  ومع ذلك، توقفت اليهودية الإنسانية منذ ذلك الحين عن تعيين المرتليين. أصدرت جمعية اليهودية الإنسانية بيانًا في عام 1996 جاء فيه جزئيًا «نؤكد أن للمرأة الحق الأخلاقي ويجب أن يكون لها الحق القانوني المستمر في تقرير ما إذا كانت ستنهي الحمل أم لا وفقًا لمعاييرها الأخلاقية. لأن قرار إنهاء الحمل له عواقب وخيمة لا رجعة فيها، يجب اتخاذه بعناية كبيرة وبوعي شديد بالآثار النفسية والعاطفية والأخلاقية المعقدة.»  كما أصدروا بيانًا عام 2011 أدانوا فيه إقرار مجلس النواب الأميركي «قانون عدم تمويل دافعي الضرائب للإجهاض» والذي وصف بأنه «هجوم مباشر على حق المرأة في الاختيار». في عام 2012، أصدروا قرارًا يتعارض مع أحكام الضمير التي تسمح للمؤسسات المرتبطة بالدين بالإعفاء من المتطلبات المعمول بها عمومًا والتي تلزم الأفراد أو الموظفين بخدمات الرعاية الصحية الإنجابية. وفي عام 2013، أصدروا قرارًا ينص جزئيًا على ما يلي: «لذلك، سواء تقرر ما يلي: تدعم جمعية اليهودية الإنسانية بإخلاص الاحتفال بيوم المساواة للمرأة في 26 أغسطس للاحتفال بالذكرى السنوية لإقرار التعديل التاسع عشر لدستور الولايات المتحدة الذي يسمح المرأة في التصويت؛ تدين الجمعية التمييز بين الجنسين بجميع أشكاله، بما في ذلك تقييد الحقوق، ومحدودية الوصول إلى التعليم، والعنف، والقهر؛ وتلتزم الجمعية بالحفاظ على اليقظة والتحدث علنًا في الكفاح من أجل تحقيق المساواة بين الجنسين لجيلنا وللأجيال اللاحقة».
في عام 2004، أصدرت جمعية اليهودية الإنسانية قرارًا يدعم «الاعتراف القانوني بالزواج والطلاق بين بالغين من نفس الجنس» ويؤكد على «قيمة الزواج بين أي شخصين بالغين ملتزمين مع الإحساس بالالتزامات والمسؤوليات والعواقب المترتبة.». في عام 2010، تعهدوا بالتحدث عن التنمر ضد المثليين.

## روابط خارجية
- جمعية اليهودية الإنسانية
- المعهد الدولي لليهودية الإنسانية العلمانية
- رابطة الحاخامات الإنسانية
- بي بي سي - الأديان - اليهودية: اليهودية الإنسانية
- الاتحاد الدولي لليهودية العلمانية والإنسانية
- مؤتمر القيادة لليهود العلمانيين والإنسانيين
- برنامج إسرائيل للمعهد الدولي لليهودية الإنسانية العلمانية
- بوابة الطقوس اليهودية العلمانية في إسرائيل
- مجمع المدينة لليهودية الإنسانية - مدينة نيويورك المدرسية والإنسانية في الإسلام الكلاسيكي والغرب المسيحي